# کریم (ترانه)
«کریم» (به انگلیسی: Kream) ترانه‌ای از رپر استرالیایی ایگی آزیلیا به‌همراهٔ رپر آمریکایی تایگا می‌باشد که در ۶ ژوئیهٔ سال ۲۰۱۸ از سوی آیلند رکوردز منتشر گردید.